# Karl-Heinz Tesch
Karl-Heinz Tesch (* 23. Januar 1930 in Berlin; † 20. September 1997 ebenda) war ein deutscher Journalist und Hörfunkmoderator.

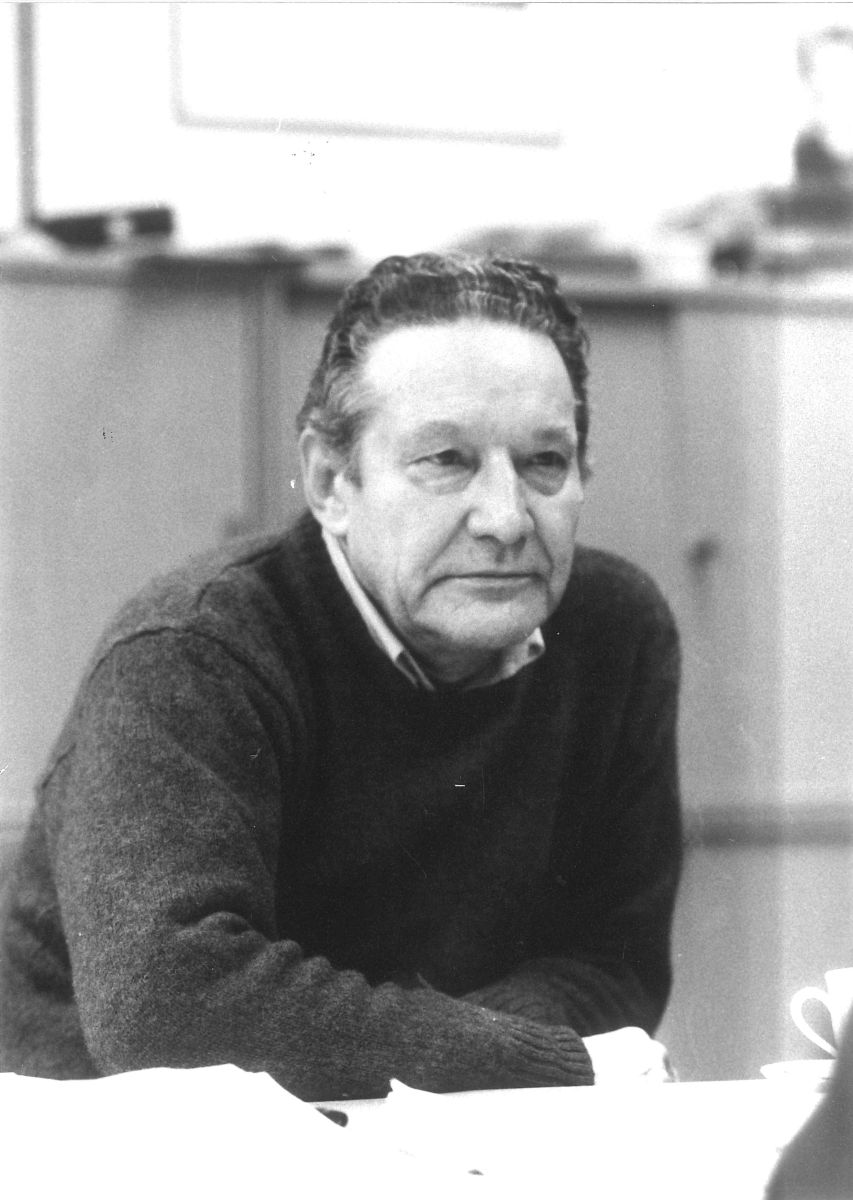
Der Feature-Autor und -Redakteur Karl-Heinz Tesch (1930–1997) Anfang der 90er Jahre in einem Porträt des Berliner Fotografen Werner Bethsold.

## Leben
Nach dem Abitur am Dorotheenstädtischen Realgymnasium und an der Arbeiter-und-Bauern-Fakultät in Ost-Berlin, studierte Tesch Geschichte an der Humboldt-Universität machte sein Staatsexamen mit einer Arbeit über „Deutsche Außenpolitik und die chinesische Revolution 1913“. Anschließend arbeitete er Redakteur für die Freie Presse, Berlin sowie als Journalist für den Rundfunk der DDR. Seit 1962 wirkte er als Redakteur, Reporter und Moderator beim Berliner Rundfunk und wechselte 1975 in die Featureabteilung der Hauptabteilung Funkdramatik, für die er als Autor von über 50 Hörfunk-Features tätig war. Sein Talent, mit dem tragbaren Bandgerät realitätsnahe Originalton-Features zu recherchieren und gestalten, kulminierte in der Periode der Kunstkopf-Stereofonie in einer Reihe sehr atmosphärischer Vorort-Reportagen.
Nach der Wende baute Karl-Heinz Tesch die Featureabteilung beim Sachsen Radio, dem späteren MDR auf, deren Leiter er von 1992 bis 1994 war und die er an Holger Jackisch als seinen Nachfolger übergab.
1994 erhielt er mit Michel Besnier den Deutsch-Französischen Journalistenpreis.

## Hörfunk-Features als Autor
- Nachtstation (1976)
- Besuch im Seebachstift (1976) – Wdh. zum 75. Geburtstag von Karl-Heinz Tesch. MDR Figaro, 22. Januar 2005
- Auf den Zahn gefühlt und Haarscharf vorbei – Zwei Kunstkopfstudien (1976)
- Fragen an das Land der Dachen (1976)
- Funkporträt zum IX. Parteitag (1976)
- ...und viele werden es schaffen (1976)
- Mit 17 hat man noch Träume (1976)
- Feierabend (1976)
- Der Mann aus Hunan (1976)
- Markttag (1976)
- Zwiebelmarkt in Weimar (1976)
- Woran wir gemessen werden (1976)
- Unser Park nebenan – Im Berliner Tierpark (Kunstkopf,Stereofonie – 1977)
- Grand mit Dreien (1977)
- Begegnungen mit Brigitta, (1977)
- Heut' is in Pankow Wochenmarkt (Kunstkopf-Stereofonie – 1977)
- Towarisch Leningrad (1977)
- Leningrader Impressionen (1977)
- Ein Mann und sein Theater (1977)
- Guten Tag, Roland (1977)
- Der schreckliche Gott Kriminalhörspiel (1978)
- Ländliches Refugium – Römhild (1978)
- Von einem, der auszog, das Nicht-Rauchen zu lernen (Kunstkopf-Stereofonie – 1978)
- Der größte Ort, den ich gesehen habe (1978)
- Wo soll det Klavier denn hin (1978)
- Begegnungen im Oderland (1978)
- Schulzeit in der Stadt der Schulen (1978)
- Gelbe Hummeln (1978)
- Doktoren ohne weiße Kittel (Kunstkopf-Stereofonie – 1979)
- Gespräch mit einem Bus auf dem Weg zur Frühschicht in der Maxhütte Unterwellenborn (1979)
- So spricht des Leben: Die Welt ist mein – Der Wiederaufbau der Dresdner Semper-Oper (Stereo – 1979)
- Saisonschluß Hoppegarten (Kunstkopf-Stereofonie – 1979)
- Ich lese, lerne, liebe... – Blinde (Kunstkopf-Stereofonie – 1979)
- Sie kamen auf Schienen und Flüssen daher (1979)
- Leichte sitzende Beschäftigung (1979)
- Das Milliardending (1980)
- Dorfhochzeit (1980)
- Die Stadt erwacht (1980)
- Der erste Tag des Friedens (1980)
- Himmel im Visier (1980)
- Dreizen, Verzen, Kermes – Gleichamberg (Kunstkopf-Stereofonie – 1981)
- Ein Abend in der Raabe-Diele (1981)
- Die Jubilarin (1981)
- Erst mal 'ne Wohnung (1981), nicht gesendeter Beitrag zum Wohnungsbau DDR
- Wir heißen: Land in Sonne (Kunstkopf-Stereofonie – 1981)
- Diese schwere, schöne Zeit (1982)
- So wie wir denken und fühlen (1982)
- Die Lilos (1982)
- Berufsziel: Seeoffizier (1982)
- Ofenvisite (1982)
- Das schönste aller Spiele – Zirkus zwischen Winterquartier und Premiere (Kunstkopf-Stereofonie – 1982)
- Tiere wie du und ich (Kunstkopf-Stereofonie – 1983)
- Die Trennung (1983)
- Wasser, Wind und weiße Segel (1983)
- Idyll mit kleinen Fehlern – Am Wasserturm im Prenzlauer Berg (1984)
- Mein Opa Martin spielt den Klapptanz (1984)
- Die Nachtschicht oder Nachfragen bei einer berühmten Brigade und ihrem Brigadier (1984)
- Au revoir, Marcella (1985)
- Jedem Anfang wohnt ein Zauber inne (1985)
- Nur Fliegen ist schöner – Geschichten mit zwei Rädern (1986)
- Meine Schwester Ursel (1986)
- Dienstwohnung inbegriffen – Das Leben des Türmers vom Französischen Dom in Berlin (1988)
- Wenn ich alt bin, möchte ich wieder ein Lied sein (1986)
- Kaffee bei Milli oder Vielleicht bin ich zu selbstbewusst, Rundfunk der DDR (1989)
- Großer Traum mit kleinen Korrekturen – Der Flugpionier Martin Haller (1990)
- Natascha oder Eigentlich weiß ich nicht weiter – Eine Berliner Staatsbürgerkundelehrerin (1990)
- Wenn Du hier rauskommst, vergiß uns nicht – Häftlinge des Zuchthauses Bautzen (SachsenRadio 1991)[3]